# Reg Osborne
Reginald Osborne-detto Reg- (Wynberg, 23 luglio 1898 – 1977) è stato un calciatore inglese, di ruolo difensore.

## Carriera
Ha giocato la sua unica partita per la Nazionale inglese nel 1927.